# Aero L-39
Die Aero L-39 Albatros ist ein zweisitziges, einstrahliges Schulflugzeug, das in der Tschechoslowakei als Nachfolger der L-29 Delfín entwickelt wurde. Der Tiefdecker in selbsttragender Bauweise wird bis heute gebaut und bei den Luftstreitkräften verschiedener Länder verwendet.

## Geschichte
Ab 1963 begannen die Arbeiten für einen Nachfolger der L-29. Anfangs wurde vom verantwortlichen Chefkonstrukteur Jan Vlček und dem Produktionsleiter des Aero-Werkes Karel Dlouhy eine modernisierte „Delfin“-Variante mit der Projektbezeichnung L-129 ins Auge gefasst, die jedoch nicht allen Anforderungen gerecht geworden wäre. Die Entwicklungsgruppe wandte sich daher einer völligen Neukonstruktion mit dem Projektnamen TTP zu. Eine erste Modellstudie entstand 1964, einige weitere folgten im Jahr darauf, unter anderem eine im Maßstab 1:5, mit der hauptsächlich Windkanalversuche durchgeführt wurden. Anschließend wurde ein 1:1-Rumpfvorderteil mit Cockpit für Studien der Instrumentenanordnung gebaut. Ebenfalls entstand ein 1:1-Modell des kompletten Flugzeuges. 1967 wurde durch eine staatliche Kontrollkommission die Fortsetzung des Entwicklungsprogramms genehmigt. Parallel zum Projekt begannen die Arbeiten am Schleudersitz VS-1BRI, dem Schleudersitzsimulator NKTL-29-39, dem Flugsimulator TL-39 und der mobilen Kontrollanlage KL-39.
Den Erstflug führte am 4. November 1968 Chefpilot Rudolf Duchon mit dem zweiten Prototyp X-02 (OK-32) vom Aero-Werksflugplatz aus durch, denn X-01 wurde ausschließlich für Belastungstests am Boden verwendet. Im Dezember war der dritte Prototyp fertiggestellt und in die Erprobung eingefügt. Mit den beiden Maschinen wurden auch im Juli 1971 erste Ausschussversuche mit dem neu entwickelten Schleudersitz durchgeführt. Die X-04 wurde ausschließlich für Materialermüdungsuntersuchungen gebaut, die von Anfang 1970 bis Oktober 1971 im Luftfahrtinstitut Vysočany (VZLÚ) durchgeführt wurden. Beim fünften Prototyp, der erstmals am 23. September 1969 flog, wurden ab 1. Februar 1971 durch das Forschungszentrum Prag-Kbely Eignungstests zur militärischen Verwendung durchgeführt.
Am 28. April 1970 startete der sechste Prototyp X-06 mit dem verbesserten Triebwerk Iwtschenko AI-25TL zum Erstflug. Mit ihm wurden Schieß- und Abwurfübungen von Außenlasten durchgeführt und die fahrbare Kontrollstation KL-39 getestet. X-07 schließlich flog erstmals am 15. Dezember 1970. Er verfügte über alle während der Erprobung durchgeführten Veränderungen und wurde ab Mai 1973 bei den sowjetischen Luftstreitkräften ausgiebig getestet. Er diente als Ausgangsmuster der ersten Serienversion L-39C, die ab Anfang 1974 ausgeliefert wurde und über zwei Außenlastträger für maximal 500 Kilogramm verfügte.
Ende 1972 begann die Erprobung der X-08, die als Ausgangsmuster für die einsitzige Zielschleppversion L-39V diente. Anstelle des hinteren Sitzes verfügte die L-39V über eine Schleppseiltrommel. Das 1700 Meter lange Schleppseil wurde mit Hilfe einer unter dem Rumpf angebrachten Staudruckturbine ausgefahren. Für diesen Verwendungszweck wurde eigens das Schleppziel KT-04 entwickelt. Es hatte eine Länge von 4,9 Metern, eine Spannweite von 5,3 Metern und wog 110 Kilogramm. Normalerweise flog die L-39V bei einem Schleppeinsatz mit maximal 600 km/h und einer Schlepphöhe von 500 bis 2500 Metern. Die Luftstreitkräfte der Nationalen Volksarmee setzten ab 1982 zwei L-39V (taktische Nummern 170 und 171) ein.
Die von 1973 bis 1976 gebauten Prototypen X-09, X-10 und X-11 dienten als Ausgangsmuster für den Waffentrainer L-39ZO und das leichte Erdkampf- und Aufklärungsflugzeug L-39ZA und schlossen ihre Erprobung 1977 ab. Die L-39ZO verfügte über ein verstärktes Tragwerk und vier Außenlaststationen (Tragfähigkeit außen 250, innen 500 Kilogramm), an denen Bomben von bis zu 500 Kilogramm, Kassettenbehälter UB-16-57 für je 16 ungelenkte S-5-Luft-Boden-Raketen, Kraftstoff-Zusatzbehälter mit 150 Liter (außen) bzw. 350 Liter (innen), gelenkte Luft-Luft-Raketen oder Maschinengewehrbehälter 7,62 oder 12,7 Millimeter mitgeführt werden können. Beim Einsatz als Aufklärer flog die L-39ZO üblicherweise mit einem Kamerabehälter am linken inneren Träger und einem 350-Liter-Zusatzbehälter am rechten.
Die L-39ZA besaß gegenüber der ZO ein verstärktes Fahrwerk und konnte zuzüglich zu den vier Außenträgern mit einer 23-mm-Kanone GSch-23 in einer Gondel unter dem Rumpf ausgestattet werden. Der Munitionsvorrat von 150 Schuss befand sich unter dem hinteren Pilotensitz.
Es entstand noch ein zwölfter Prototyp, der für Materialermüdungs-Langzeitstudien genutzt wurde.
Seit dem Beginn der Serienfertigung entwickelte sich das Flugzeug zum Standardtrainer der Luftstreitkräfte des Warschauer Pakts, ausgenommen Polen. Größter Halter war die ehemalige Sowjetunion; weitere Nutzer waren bzw. sind unter anderem Afghanistan, Ägypten, Bangladesch, Bulgarien, Irak, Kuba, Libyen, Rumänien, Syrien, Thailand, die Tschechoslowakei und Vietnam. Auch bei der NVA der Deutschen Demokratischen Republik standen 54 L-39 beim FAG-25 (Fliegerausbildungsgeschwader) und der ZDK-33 (Zieldarstellungskette) von 1977 bis 1990 im Einsatz.
Insgesamt wurden fast 3000 Stück dieses Flugzeugs gebaut.

## Weiterentwicklungen

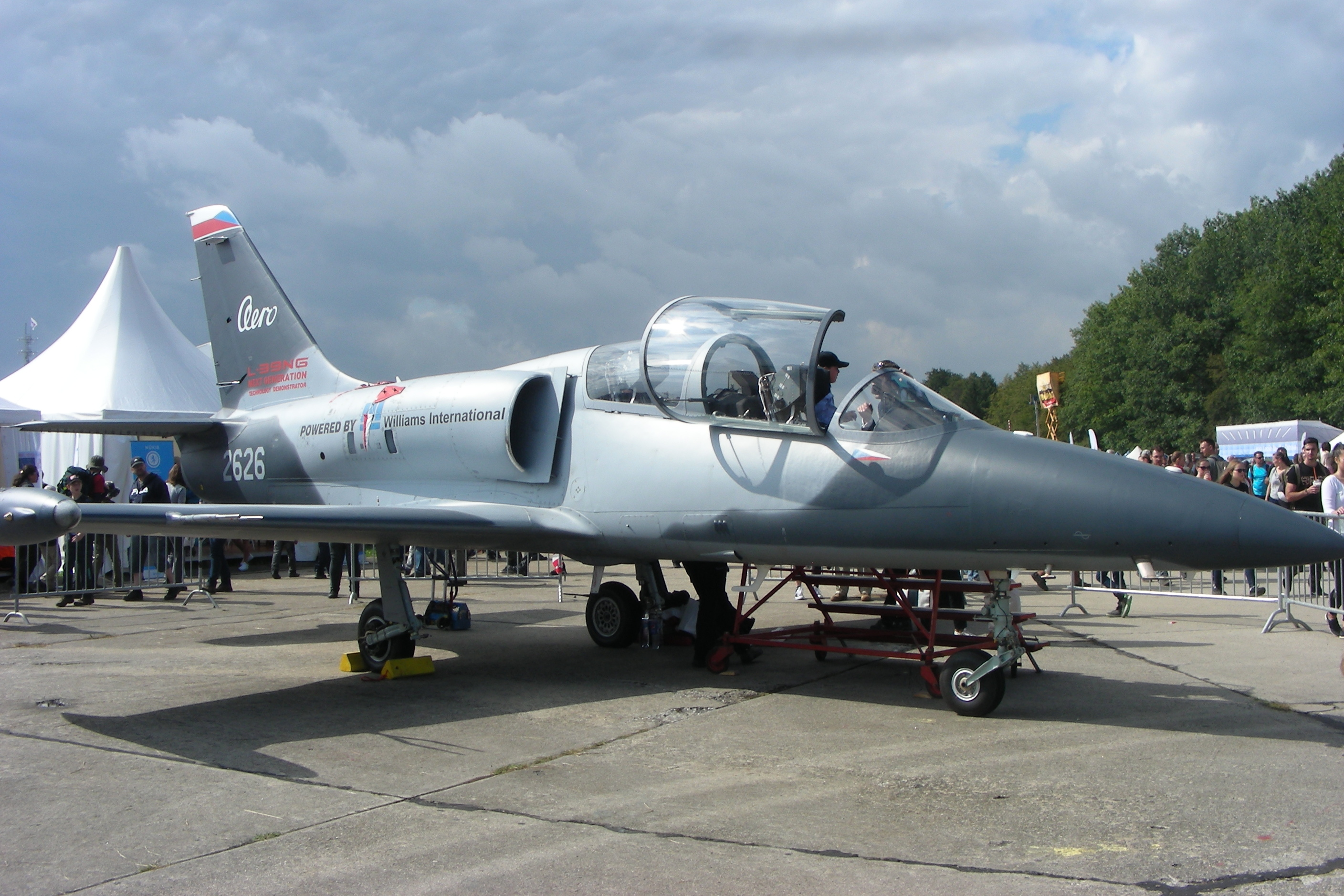
L-39NG Albatros im Jahr 2018

Die L-39 wurde in den 1980er-Jahren zur L-59 weiterentwickelt und von dieser wiederum die L-159 abgeleitet. Von beiden Varianten wurden 80 bzw. 72 Stück produziert. Trotz des moderaten kommerziellen Erfolgs entschloss sich Aero Vodochody, künftige Modernisierungen wieder als L-39 zu bezeichnen.
Im Juli 2014 gab Aero Vodochody in Farnborough bekannt, an der L-39NG (für New Generation) zu arbeiten. Sie ist mit dem FJ44-4M-Triebwerk ausgerüstet, das ihr gegenüber der Basis-L-39 eine höhere Geschwindigkeit und größere Reichweite bei geringerem Kraftstoffverbrauch verleiht. Die Tragflächen erhielten eine neue Form und das Cockpit eine modernere Ausrüstung. Der Erstflug fand am 14. September 2015 statt, die Serienproduktion sollte 2018 beginnen. Am 12. Oktober 2018 fand die öffentliche Präsentation des ersten Exemplars mit der Nummer 7001 statt. Erstkunde mit einer Bestellung über vier L-39NG ist der Senegal. Ein zweiter Prototyp flog erstmals am 9. Dezember 2019. Im Februar 2021 bestellte zudem Vietnam zwölf Exemplare.

## Varianten

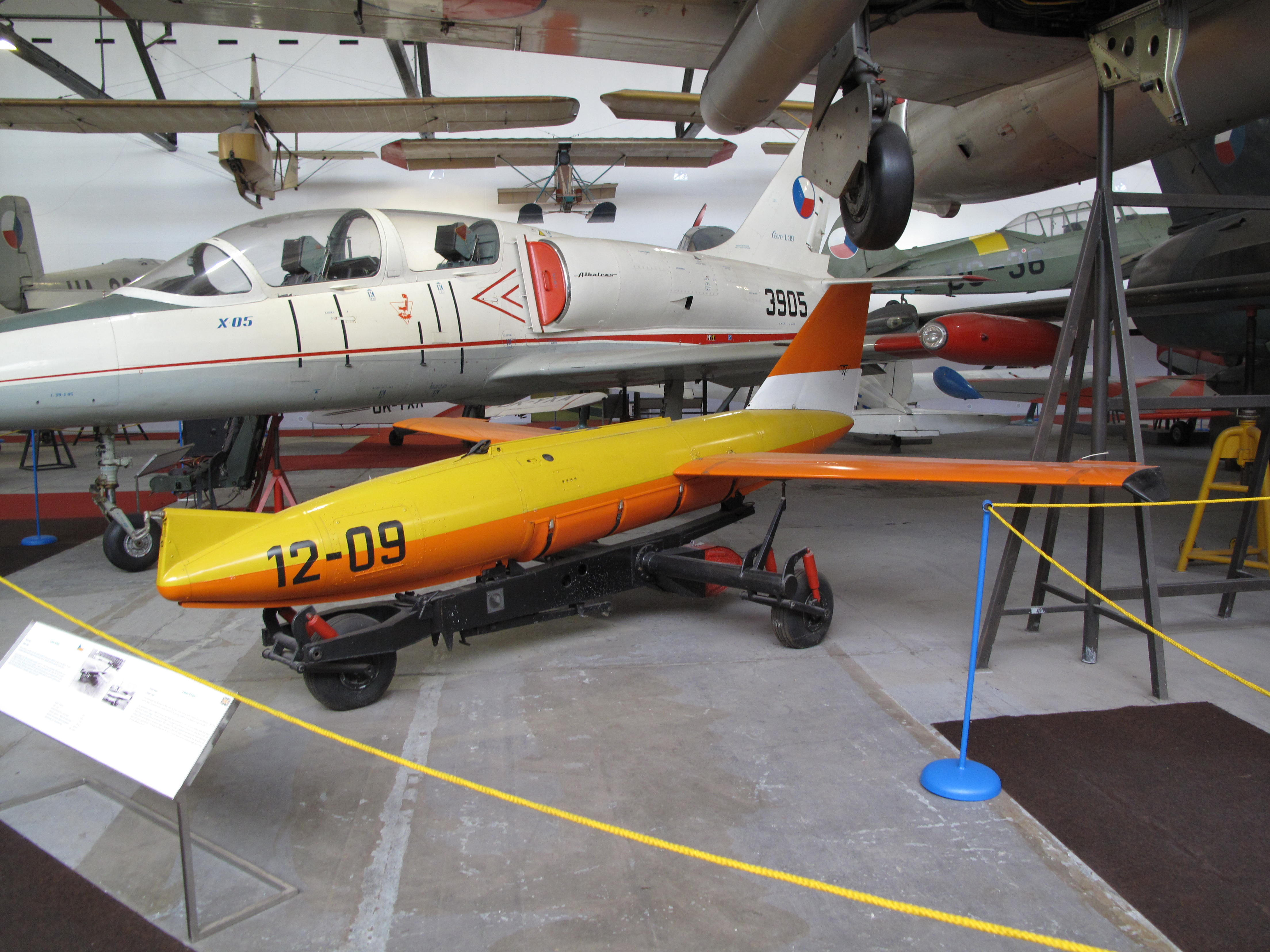
Schleppziel KT-04 im Luftfahrtmuseum Kbely, dahinter der Prototyp X-05.

- L-39C – C wie Cvičná oder Training, Basisstrahltrainer, von dem über 2660 Stück gebaut wurden
- L-39CM – modernisierte C-Variante der slowakischen Luftstreitkräfte
- L-39M1 – modernisierte C-Variante der ukrainischen Luftstreitkräfte
- L-39V – V wie Vlečná oder Zielschlepper, zog das Schleppziel KT-04, einsitzig, statt des zweiten Sitzes ist die Kabeltrommel für das Schleppziel eingebaut
- L-39ZO – Z wie Zbraně oder Waffen, Waffeneinsatztrainer
- L-39ZA – wie ZO, jedoch mit einem Kanonenbehälter GScha-23L und K-13-Lenkwaffen
- L-39MS – Super Albatros, ein Prototyp, der später als L-59 produziert wurde
- L-39ZA/ART – thailändische Variante
- L-39 „Skyfox“ (ursprünglich NG), modernisierte Version mit FJ44-4M-Triebwerk[6]

## Nutzer
Abchasien – abchasische Luftstreitkräfte
- 5 × L-39C

 Afghanistan – afghanische Luftstreitkräfte
- 2 × L-39C

 Algerien – algerische Luftstreitkräfte
- 7 × L-39C
- 32 × L-39ZA

 Armenien – armenische Luftstreitkräfte
- 6 × L-39C

 Ägypten – ägyptische Luftstreitkräfte
- 40 × L-39ZO

 Äquatorialguinea – äquatorialguinesische Luftstreitkräfte
- 2 × L-39C

 Aserbaidschan – aserbaidschanische Luftstreitkräfte
- 28 × L-39C

 Äthiopien – äthiopische Luftstreitkräfte
- 17 × L-39C

 Bangladesch – bangladeschische Luftstreitkräfte
- 8 × L-39ZA

 Belarus – belarussische Luftstreitkräfte
- 10 × L-39C

 Bulgarien – bulgarische Luftstreitkräfte
- 12 × L-39ZA

 Deutsche Demokratische Republik – Luftstreitkräfte der Nationalen Volksarmee
- 52 × L-39ZO
- 2 × L-39V

 Estland – estnische Luftstreitkräfte
- 2 × L-39C (von K.S. Avia geleast)

 Ghana – ghanaische Luftwaffe
- 2 × L-39ZO
- 6 × L-39NG

 Irak – irakische Luftstreitkräfte
- 22 × L-39C
- 59 × L-39ZO

 Jemen – jemenitische Luftstreitkräfte
- 12 × L-39C

 Kambodscha – kambodschanische Luftstreitkräfte
- 8 × L-39ZA

 Kirgisistan – kirgisische Luftstreitkräfte
- 4 × L-39C

 Kuba – kubanische Luftstreitkräfte
- 30 × L-39C

 Libyen – libysche Luftstreitkräfte
- 0 × L-39ZO von 181 beschafften

 Litauen – litauische Luftwaffe

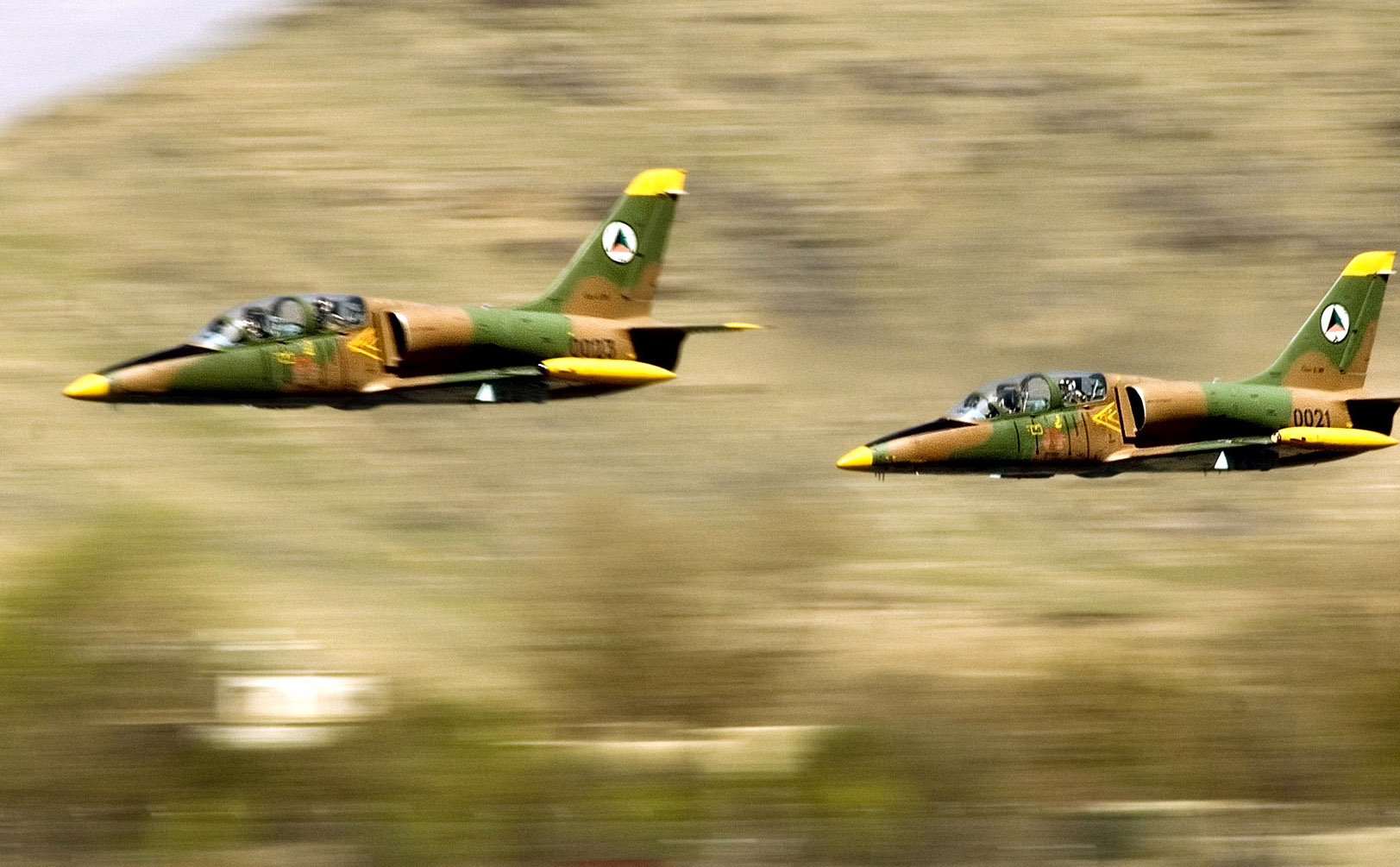
L-39 des Afghan National Air Corps (2007)

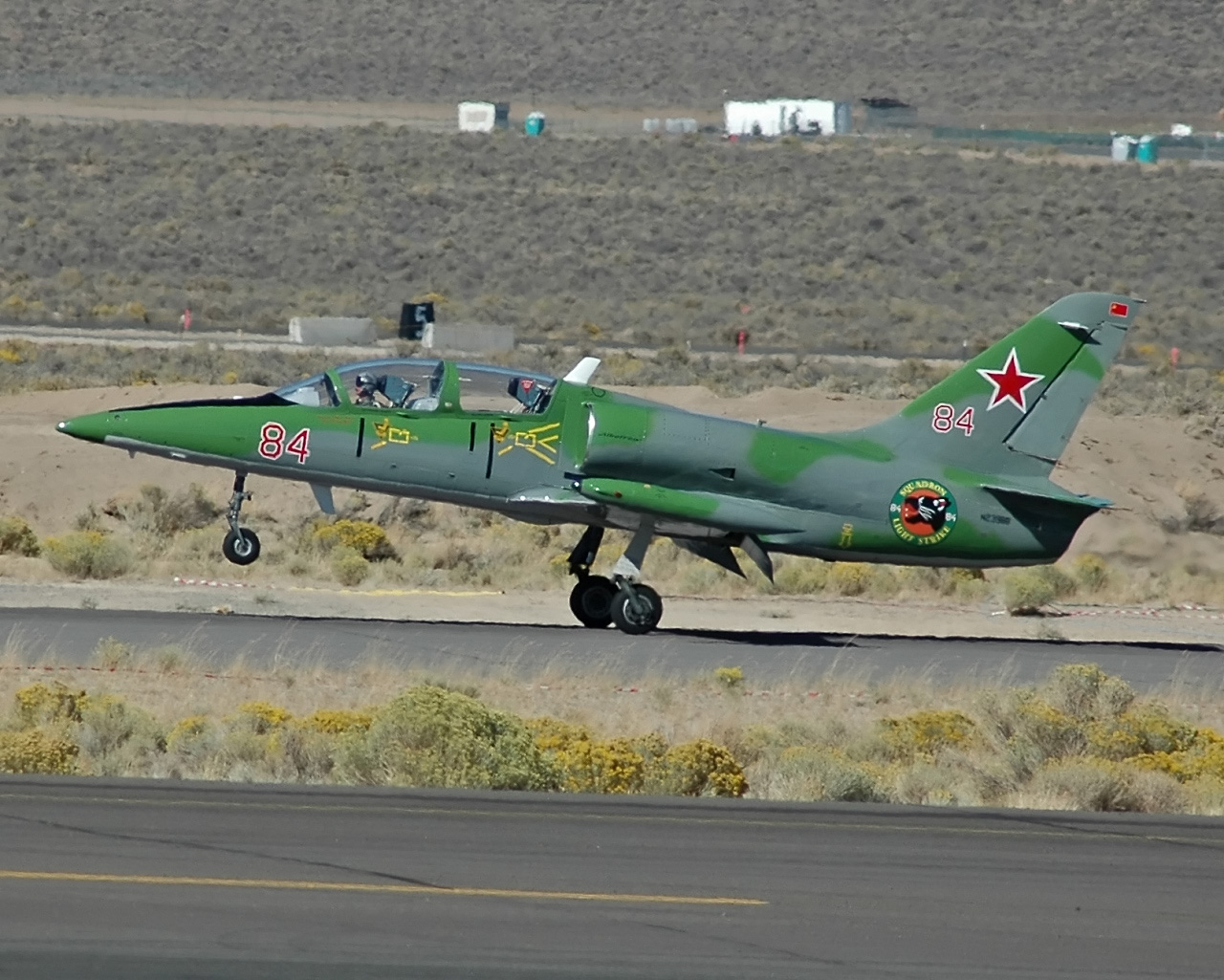
L-39 der äquatorialguineischen Luftstreitkräfte

- 1 × L-39ZA (insgesamt 2 L-39ZA aus Tschechien  und 4 L-39C aus Kirgisien  erworben)

 Nigeria – nigerianische Luftstreitkräfte
- 24 × L-39ZA

 Nordkorea – nordkoreanische Luftstreitkräfte
- 12 × L-39C

 Rumänien – rumänische Luftstreitkräfte
- 0 × L-39ZA von 32 beschafften

 Russland – russische Luftstreitkräfte
- 1000 × L-39C

 Senegal – senegalesische Luftstreitkräfte
- 4 × L-39NG

 Slowakei – slowakische Luftstreitkräfte
- 4 × L-39ZAM
- 4 × L-39CM

 Syrien – syrische Luftstreitkräfte
- 66 × L-39ZA (2015)[7]

 Tschad – Luftstreitkräfte des Tschads
- 11 × L-39ZO

 Tschechien – tschechische Luftstreitkräfte
- 7 × L-39C
- 9 × L-39ZA

 Tschechoslowakei – tschechoslowakische Luftstreitkräfte – vor der Teilung (an Folgestaaten weitergegeben)
- 33 × L-39C
- 6 × L-39MS
- 8 × L-39V
- 30 × L-39ZA

 Thailand – thailändische Luftstreitkräfte
- 40 × L-39ZA/ART

 Turkmenistan – Turkmenische Luftstreitkräfte
- 2 × L-39

 Uganda – ugandische Luftstreitkräfte – 1 in Norduganda abgestürzt
- 3 × L-39ZA

 Ukraine – ukrainische Luftstreitkräfte
- 39 × L-39M1

 Ungarn – ungarische Luftstreitkräfte
- 12 × L-39 „Skyfox“ (Auslieferung ab 2025)[8]

 Vietnam – vietnamesische Luftstreitkräfte
- 12 × L-39C
- 12 × L-39 „Skyfox“ (Auslieferung 2024/2025[9][10])

Daneben fliegen auch zivil zugelassene L-39. Erstkunden der Umrüstung existierender Exemplare auf die Version NG sind zum Beispiel die Firmen LOM in Prag (sie fliegt im Ausbildungsauftrag der Tschechischen Luftwaffe), Draken International (für das Black Diamond Jet Team, ein Kunstflugteam) und Breitling (für das Breitling Jet Team, ebenfalls ein Kunstflugteam).

## Zwischenfälle
Die Luftstreitkräfte der Nationalen Volksarmee verloren zwei L-39 durch Abstürze. Beide standen im Dienst des FAG-25 in Bautzen. Der erste ereignete sich am 4. Juli 1988 in der Nähe von Pasewalk. Ein Flugschüler überzog während einer Schießübung auf Bodenziele in geringer Höhe sein Flugzeug (Werknummer 83 1117, taktische Nummer 172), so dass es zum Strömungsabriss kam. Der Pilot katapultierte sich zu spät und kam ums Leben. Am 12. Juni 1989 kam es zu einem weiteren Verlust einer L-39ZO mit der taktischen Nummer 156 (Werknummer 73 1019, Indienststellung 28. November 1977), die nach einem Triebwerksausfall aufgrund verstopfter Ölfilter nahe Anklam abstürzte. Die zweiköpfige Besatzung flog die Maschine noch von bewohntem Gebiet weg und katapultierte sich deshalb zu spät und kam ums Leben.
Eine 1998 von den litauischen Luftstreitkräften erworbene L-39ZA stürzte am 30. August 2011 nach einer Kollision mit einer französischen Dassault Mirage 2000 ab. Beide Insassen überlebten.
Am 1. September 2012 geriet eine restaurierte L-39 (N139GS) auf einer Flugschau bei Mount Joy im US-Bundesstaat Iowa außer Kontrolle und explodierte beim Aufschlag am Boden. Der 59-jährige Pilot kam bei dem Unglück ums Leben.
Am 11. September 2014 stürzte eine L-39 der ugandischen Luftstreitkräfte in der Nähe von Gulu in Norduganda ab. Der Pilot konnte sich mit dem Schleudersitz in Sicherheit bringen. Als Ursache werden technische Probleme vermutet.
Am 6. Dezember 2015 stürzte eine L-39 kurz nach dem Start auf dem Apple Valley Airport in Kalifornien/USA ab. Ein Passagier und der Pilot Mike Mangold, ein ehemaliger Pilot des Red Bull Air Race, kamen dabei ums Leben.
Am 3. März 2020 wurde eine syrische L-39 nach türkischen Angaben über Idlib von einer türkischen F-16 abgeschossen.
Am 26. August 2023 kollidierten zwei L-39 der ukrainischen Luftwaffe in der Region Schytomyr. Drei Piloten kamen ums Leben, darunter der bekannte Kampfjet-Pilot Andrij Pilschtschykow.
Am 13. September 2024 stürzte eine L-39 ZA der Bulgarischen Luftstreitkräfte in der Nähe der Luftwaffenbasis Graf Ignatiewo ab, die Maschine absolvierte einen Trainingsflug für eine am nächsten Tag stattfindende Flugschau in niedriger Höhe. Die Schleudersitze wurden nicht betätigt und beide sich an Bord befindenden Piloten kamen beim Aufprall am Boden ums Leben.

## Technik

### Konstruktion
Das Ziel einer hohen Zuverlässigkeit und leichten Wartbarkeit wurde durch eine unkomplizierte Konstruktion erreicht. Dazu zählt der Rumpf in Halbschalenbauweise aus Metall (bis auf den Bugkonus), dessen hinterer Rumpfabschnitt mit den zugehörigen Leitwerken mit nur fünf Bolzen an der mittleren Hauptbaugruppe befestigt ist. Somit ist beispielsweise ein rascher Abbau für den Triebwerkwechsel gewährleistet. Die einteiligen Tragflächen sind jeweils an vier Punkten am unteren Teil der Rumpfzelle befestigt und weisen eine mäßige positive V-Stellung von 2,5° auf. Das Seitenruder, die Quer- und Höhenruder werden über mechanische Gestänge angesteuert. Das Flugzeug wurde mit mehreren Sicherungsmechanismen für den Übungseinsatz ausgerüstet: Die Luftbremsen fahren bei Mach 0,8 selbstständig aus, das Fahrwerk wurde für harte Landungen konzipiert und ist mit einem Antiblockiersystem ausgestattet.

### Technische Daten
| Kenngröße                   | Daten (L-39C)                                                                     |
| --------------------------- | --------------------------------------------------------------------------------- |
| Besatzung                   | 1–2                                                                               |
| Länge                       | 12,13 m                                                                           |
| Spannweite                  | 9,46 m mit äußeren Tanks                                                          |
| Höhe                        | 4,77 m                                                                            |
| Flügelfläche                | 18,80 m²                                                                          |
| Leermasse                   | 3565 kg                                                                           |
| max. Startmasse             | 4700 kg                                                                           |
| Triebwerk                   | ein Iwtschenko Progress AI-25-TL-Triebwerk alternativ: ein Walter-Titan-Triebwerk |
| Schub                       | 16,87 kN (1720 kp)                                                                |
| Höchstgeschwindigkeit       | 700 km/h in Bodennähe 750 km/h in 5000 m Höhe                                     |
| Anfangssteiggeschwindigkeit | 22 m/s                                                                            |
| Reichweite                  | 840 km                                                                            |
| Gipfelhöhe                  | 11.500 m                                                                          |
| Startstrecke                | 480 m                                                                             |
| g-Limit                     | +8/−4                                                                             |

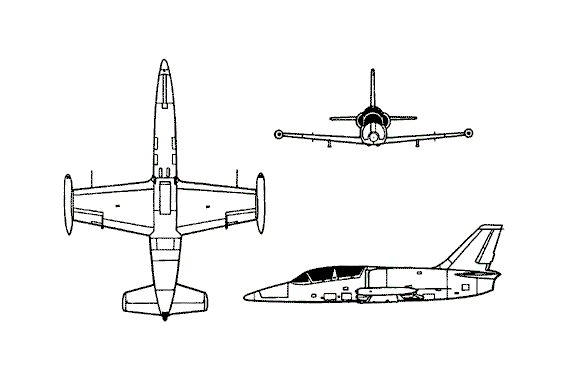
Dreiseitenansicht

Es existieren auch mit stärkeren Triebwerken und Zusatztanks ausgestattete Versionen, die L-39ZA und L-59 mit Reichweiten von 2500 Kilometern, Geschwindigkeiten bis 870 km/h und Gipfelhöhen bis 12.200 Metern.

### Bewaffnung
Waffenzuladung von 284 (C-Variante) bis 1.500 kg (ZA/ZO-Varianten) an zwei bis vier Außenlaststationen
adaptierbare Bewaffnung unter dem vorderen Rumpfbug
- 1 × Rumpfgondel mit einer 23-mm-Maschinenkanone Grjasew-Schipunow GSch-23L (9А472) mit 150 Schuss Munition (nur Variante ZA)

Luft-Luft-Lenkflugkörper (nur Variante ZA)
- 2 × BD3-60-21U-Startschiene für je 1 × Wympel R-3S / R-13M (AA-2 „Atoll“) – infrarotgelenkt, selbstzielsuchend für Kurzstrecken

Ungelenkte Luft-Boden-Raketen
- 2–4 × UB-16-57UMP-Raketen-Rohrstartbehälter mit 16 ungelenkten Luft-Boden-Raketen des Typs S-5 im Kaliber 57 mm

Ungelenkte Bomben
- 2–4 × Basalt FAB-100 (100-kg-Freifallbombe)
- 2–4 × Basalt OFAB-100 (100-kg-Freifallbombe)
- 2–4 × Basalt FAB-250 (250-kg-Freifallbombe)
- 2–4 × RBK-250-275 (275-kg-Streubombe)
- 2 × Basalt FAB-500 (500-kg-Freifallbombe)

Externe Behälter
- 2 × GUW-9-A-669-Universalbehälter für je eine 23-mm-Zwillingskanone GSch-23L mit 250 Schuss Munition
- 2 × SzPPU-22-Kanonenbehälter mit einer vertikal 30° beweglichen 23-mm-Maschinenkanone GSch-23L mit 260 Schuss Munition
- 2 × abwerfbarer Zusatztank für 350 Liter Kerosin
- 2 × abwerfbarer Zusatztank für 150 Liter Kerosin
- 1 × Kamerabehälter
- 1 × geschlepptes Luftziel KT-04 (nur L-39V)

## Einsatz in Wettbewerben und Flugschauen
Bei den Nationalen Meisterschaften im Luftrennen in Reno in Nevada werden in der Jet-Klasse seit 2002 Rennen mit der L-39 ausgeflogen.
Das Breitling Jet Team setzt die L-39 für seine Kunstflugvorführungen ein. Auch die russische Kunstflugstaffel Wjasma Rus fliegt mit bis zu neun L-39-Formationen, hauptsächlich im GUS-Raum.
Vornehmlich in den USA wird regelmäßig eine in rot-gelbem Flammendesign gestaltete L-39C auf Flugschauen gezeigt. Mit der Maschine (Kennzeichen NX39LW, genannt „Firecat-Jet“) werden Solo-Vorführungen geflogen.

## Populärkultur
- In der Anfangs-Sequenz des James-Bond-Films Der Morgen stirbt nie aus dem Jahr 1997 (UK, USA) ist der Auftritt zweier L-39 zu sehen. Die Flugzeuge, im Film mit dem Kennzeichen 28 02 und 28 08 versehen, sind ehemalige L-39ZO des Fliegerausbildungsgeschwaders 25 der NVA und waren von 1977 bis 1990 in Bautzen stationiert (Kennzeichen des letzteren (28 08) 140, Werknummer 731002).
- In dem Spielfilm Lord of War – Händler des Todes aus dem Jahr 2005 (USA) ist eine L-39 mit sowjetischen Hoheitszeichen als Abfangjäger zu sehen.